# Ang Tsering
Ang Tsering (o Ang Tshering) fou un muntanyista xerpa conegut per la seva participació en l'expedició britànica al Mont Everest del 1924 i en l'expedició fallida al Nanga Parbat del 1934. Va néixer al Nepal el 1904, i va treballar com a xerpa del 1924 al 1973. Per la seva participació en l'expedició britànica de l'Everest el 1924 va rebre "dotze annes, és a dir tres-quarts de rupia." Fou l'únic supervivent de l'expedició alemanya al Nangat Parbat del 1934, després de romandre set o nou dies baixant la muntanya sota la tempesta va poder arribar al camp base i alertar de la mort del grup de 9 alpinistes alemanys i 6 xèrpes.